# Juergensia
Juergensia Reichenbach, H.G.L., 1841  é o nome botânico  de um gênero de algas vermelhas pluricelulares da família Hapalidiaceae, subfamília Melobesioideae.
- Nomenclatura nova para Agardhia Meneghini, 1838

## Espécies
Nenhuma espécie descrita.